# Пригородная (Речицкий район)
Пригородная (бел. Пры́гарадная) — деревня в Речицком районе Гомельской области Республики Беларусь. В составе Жмуровского сельсовета.

## География
Ближайшие населённые пункты Речица (4,6 км), Жмуровка (2,6 км), Кирово (1,9 км), Казазаевка (1,7 км), Днепровец (1,2 км).

### Транспортная сеть
Пролегает автомобильная дорога Р32.

## Население
- 2009 год — 929 жителей (перепись населения)

## Улицы
- Белорусская
- Восточная
- Гагарина
- Гомельская
- Пригородная
- Речицкая
- Солнечная
- Урожайная

## Инфраструктура
- Ясли-сад
- Торговые объекты

## Достопримечательность
- Речицкий дендропарк